# 梅濟博日
梅濟博日是捷克的城鎮，位於該國西北部，距離利特威諾夫約2公里，由烏斯季州負責管轄，面積14.4平方公里，海拔高度512米，2011年人口4,817。